# 웨양현

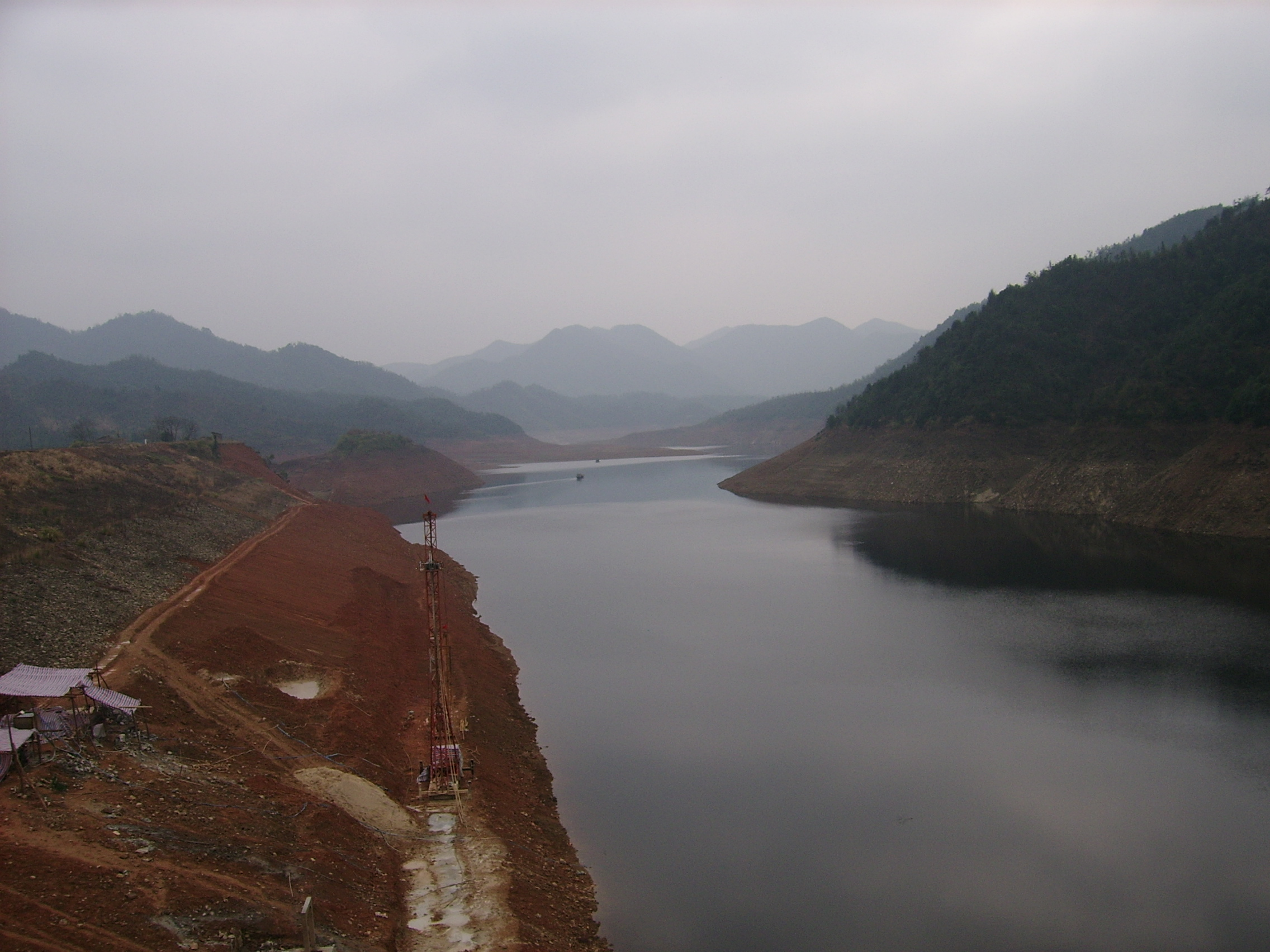

웨양현(한국어: 악양현, 중국어: 岳阳县, 병음: Yuèyáng Xiàn)은 중화인민공화국 후난성 웨양 시의 현급 행정구역이다. 넓이는 2691km2이고, 인구는 2007년 기준으로 690,000명이다.

## 행정 구역
```
 12개 진,2개 향을 관할한다.
```

- 가도:
- 진: 荣家湾镇, 麻塘镇, 鹿角镇, 黄沙街镇, 新墙镇, 柏祥镇, 筻口镇, 公田镇, 毛田镇, 月田镇, 张谷英镇, 新开镇.
- 향: 中洲乡, 长湖乡,